# Sant Salvador de Vilanova d'Espoia
Sant Salvador de Vilanova d'Espoia és una església romànica construïda a mitjans del segle xii situada a Vilanova d'Espoia, una població de la Torre de Claramunt. L'edifici forma part de l'Inventari del Patrimoni Arquitectònic de Catalunya.

## Descripció
És una típica construcció del romànic rural, amb pedra calcària. Té murs de maçoneria amb dues obertures, la porta a migdia amb llinda recte i una finestra al presbiteri. D'una sola nau. Coberta amb volta de canó, reforçada amb tres arcs faixons. Àbsida semiesfèrica. A l'exterior hi ha dos contraforts entre els quals cal situar la sagristia i la porta d'accés. Als peus de l'església hi ha el cor. El pis superior és molt posterior per a protegir la volta de les humitats. Té murs amb una coberta a dues aigües. Està adossada al cementiri i rectoria. Al mur oest hi ha un campanar de paret de dues campanes. En aquesta banda l'església s'uneix a una casa veïnal.
L'edifici ha estat objecte de diverses reformes al llarg dels segles. Entre elles destaca el sobrealçament de tot l'edifici sense afectació de l'estructura interna anterior, d'aquesta manera es conserva la coberta de lloses de pedra original sota la teulada de teula aràbiga actual. Així mateix, el campanar de paret actual en va substituir un de quadrat, que a la vegada havia substituït el campanar original d'espadanya. Al segle xvii l'absis va ser fortificat amb l'obertura d'una sèrie d'espitlleres, i posteriorment al segle xviii es va construir la sagristia.

## Història
El primer document conservat que fa referència a l'església és un testament amb data de 1199, en ell es lleguen a l'església unes tovalles per l'altar. La població de Vilanova d'Espoia va formar part del domini del castell de Claramunt des del segle x al segle xiv. Des del segle xv va estar en mans dels nobles de Camporrells fins al segle xvi quan va passar a estar sota el domini dels Foixà. L'església es va construir per assistir-hi el nucli de població situat a l'entorn de la Casa Senyorial, que pertanyia al Castell de Claramunt, abans de passar a la família Foxà (1568).
L'església de Sant Salvador va ser sufragània de la parròquia de la Pobla de Claramunt fins a l'any 1867, quan va ser declarada església parroquial independent de Vilanova d'Espoia i de la Serra. Complí també finalitats militars com ho demostren els murs d'intencionalitat defensiva. Entre 1966 i 1982 l'edifici va ser totalment restaurat sota la direcció de l'arquitecte Bassegoda Nonell, i gràcies a una sèrie de campanyes populars impulsades pel mossèn Josep Batlle, en col·laboració amb el Patronat dels Amics de Vilanova d'Espoia, filial del Centre d'Estudis Comarcals d'Igualada.